# Bothrogonia multimaculata
Bothrogonia multimaculata är en insektsart som beskrevs av Cai et He [in Yang 1997. Bothrogonia multimaculata ingår i släktet Bothrogonia och familjen dvärgstritar. Inga underarter finns listade i Catalogue of Life.